# 南苑

约1886年的北京城郊图。下部绿色区域为南苑，其上方粉色和绿色者是北京城。

郎世宁《乾隆皇帝射猎图》描绘了乾隆帝于乾隆二十年（1755年）在南苑猎场捕射野兔的画面

南苑是明清北京城以南的一个地名，原是元、明、清三代皇帝出游狩猎的地方，也称南海子。随着乾隆后期，西苑（包括三山五园）兴建后，逐渐废用。南苑曾养着麋鹿。改革开放后来从国外回来的麋鹿就养在南苑新建的麋鹿苑中。
南苑现分属于大兴区和丰台区。南苑的范围很大，基本覆盖了从南四环到南六环，从京开高速到京津塘高速之间的范围。南苑地区地处古永定河流域，流经这里的有凉水河、小龙河、凤河等。南苑地势低洼，泉水很多，到清代仍有“水泉72处”的记载，《日下旧闻考》记载“有泉百余”。多年的河水、雨水和泉水汇集，形成几个很大的水面，称为海子。包括饮鹿池、眼镜湖、大泡子、二海子、三海子、四海子、五海子等一系列水域。

## 历史
南苑作为皇家猎苑开始于辽代，后金、元、明、清都把这块水草丰美的地方作为遊獵的地方。元代称为“飞放泊”。明代称南海子，清代称南苑。明代的燕京十景中的“南囿秋风”，就是指南海子一帶。
明朝时，南苑开四个苑门，北为大红门，南为南大红门，东为东红门，西为西红门。后增设为九个，包括小红门等。后来又增设了角门。《帝京景物略》记载：“城南二十里有囿。曰南海子，方一百六十里。”“四达为门，庶类蕃殖，鹿、獐、雉、兔，禁民无取设海户千人守视。”
清朝时，南苑有四座行宫，分别为旧衙门行宫（又称德寿寺，现地名旧宫）、南红门行宫（现地名南宫）、新衙门行宫（现地名新宫）、团河行宫。现仅存建于乾隆四十二年（1777年）的团河行宫。旧衙门行宫修建于顺治十五年（1658年），后被毁，乾隆二十年（1755年）重建。终清一朝，南苑为禁苑，苑内几乎不住人，不耕种，只有一些维护的人称为海户。现还有称为海户屯的地名，应是当时海户居住的地方。
1900年秋，八国联军进北京后曾在这里烧杀抢掠。五世达赖喇嘛曾在南苑拜谒顺治帝。《辛丑条约》签订后，为了为偿还赔款，清朝在南海子设官产局分割出卖土地，南苑作为皇家猎苑的历史从此终结。
此后，南苑荒废，居民逐渐增多，形成集镇，名南苑镇。民国初年，军队占据南苑，将其辟为兵营。至今这片地区还有“三营门”、“六营门”等地名。1922年，时任陆军检阅使兼第11师师长的冯玉祥就驻扎在南苑兵营。当年的检阅使署和师司令部建筑位于现南苑机场候机楼东侧，南苑兵营司令部旧址于1991年被列为北京市文物保护单位。
1937年七七事变发生时，驻守北平的29军军部就设在南苑兵营。1937年7月28日晨6时，日軍第20师团计2万多人进攻南苑兵营。南苑守军副軍長佟麟閣、師長赵登禹在突围过程中分别在南苑大红门以东和大红门西南的黄亭子附近牺牲。

## 苑墙和苑门
据《日下旧闻考》记载：“南海子在京城南二十里，旧为下马飞放泊，内有按鹰台。永乐十二年增广其地，周围凡一万八千六百六十丈。中有海子三，以禁城北有海子，故别名南海子。”“南海子周环一百六十里，有水泉七十二处，元之飞放泊也。晾鹰台，元之仁虞院也。”“国朝辟四门，缭以周垣，设海户千人守视。”
明朝永乐十二年（1414年），明成祖朱棣下旨，以元代下马飞放泊所在的面积四十顷的“小海子”为中心，驱散小海子周边普通居民，增扩苑囿，命名为“南海子”。此次增扩，以后来的大红门桥作为北界，向南推移三十里作为南界，以古幽州大道作为西界，以大羊坊沟高梁河故道作为东界，并且在四周建起方圆百余里的土墙，“设海户千人守视”。
1644年清朝入主中原后，将南海子又称为“南苑”。顺治十三年（1656年）开始对南苑的大规模修缮。海子墙因原皆为土墙，夏季常被大雨淋毁，因此清初便形成定制，每年由官府与看护苑墙的海户出钱出力修缮，其中官府占六成，海户占四成。但这些海户本就靠朝廷从海子里拨付的少量养赡地为生，每年修缮苑墙成为他们沉重的负担，甚至“贫穷不支”（乾隆帝《入南红门》诗注）。
乾隆三十七年（1772年），南苑最大规模修缮工程开工。工程持续五年，耗银38万两，将明代建的土质苑墙改为砖墙，并在原有的九门的基础上添建角门十三座。乾隆时期《总管内务现行则例》中规定了南苑墙（海子墙）的建筑标准：“底厚二尺三寸（清朝一尺合如今公制31厘米），顶厚一尺八寸，连蓑衣顶通高一丈……”。墙外有护墙壕沟环绕，各门下有石桥，海子墙“从此则固尔”。
此次海子墙土改砖工程还测定了海子墙的周长为“一万九千二百九十二丈九尺”。为此，乾隆帝记下了勘正结论：“今缭垣故址创然按之不过百二十里耳。”一年前，乾隆帝巡幸南苑后写的《海子行》一诗中还采用旧说，开篇即“元明以来南海子，周环一百六十里”，这是《帝京景物略》等明朝图书里的数字。此次海子墙土改砖工程后，尽管《日下旧闻考》、《宸垣识略》等清朝图书仍在错误地沿袭明朝旧说，没有及时纠正。
此外，乾隆帝对《明一统志》等书记载的“南海子在京南二十里”也有怀疑，派人丈量后确认永定门与南苑北门北大红门的实际距离为十二里。
明成祖当初创修海子墙时，设有四门，即北、南、东、西红门。后因北大红门作为京城来往南海子最主要的通道，来往人员车辆频繁，因此又在北大红门的东侧另辟一门，即小红门。清朝康熙二十四年（1685年），为达至尊的九门之制，又增辟四门，即镇国寺门、黄村门、回城门、双桥门，均以所在地附近原有地名命名。
南海子的海户、苑户等出入海子内外，本也须经这些门。乾隆时期改建海子墙时，为便于他们出入，乃又在海子四周临近各海户、苑户等居住集中地点，另辟十三座角门。此外，为便于皇帝出东海子墙巡幸马驹桥镇，又将东红门自凉水河南侧移至北侧，河南侧的旧东红门被弃而不用。“至此，南海子共有二十三座门。
在各门中，北大红门、南大红门作为进出南苑的南北主要通道，规制最高，开三个门洞，顶覆黄琉璃瓦，门色大红。西红门开有两个门洞，东红门开有一个门洞。双桥门、镇国寺门都开三个门洞，但比南、北大红门略窄。双桥门是清帝自南苑去清东陵的通道，镇国寺门是清帝自南苑去颐和园、圆明园等地的通道。
自乾隆晚期后，清廷再未对南苑进行过大规模修缮。《大兴县志》记载，1890年水灾淹没南苑，海子墙多处被冲垮，各海子门的门扇也被冲走。1900年八国联军焚掠南苑后，清廷敞开南苑大门招佃垦荒。此后，当地农民不断拆除南苑围墙、盗取城砖。到中华人民共和国成立前夕，曾绵延一百二十里的海子墙几乎无存，各门中仅剩一座（北）大红门还保存较好。
1980年代，在丰台区黄土岗乡界内，尚保存有南苑的西墙一段，南北走向，沿着镇国寺、潘家庙、新发地一线，有土坡遗存。为明代砌筑，墙体是夯筑三合土坯。其中镇国寺保存的一段长约6米，高2.3米，灰砖砌成。1986年，“海子墙”被公布为北京市丰台区文物保护单位。不久，残存的海子墙被全部拆除，海子墙也被从北京市丰台区文物保护单位中撤销。